# Cieśnina Capalulu
Cieśnina Capalulu (indonez. Selat Capalulu) – cieśnina w Indonezji; łączy morze Banda z Morzem Moluckim. Cieśnina oddziela wyspy Taliabu i Mangole znajdujące się w archipelagu Sula. Długość Cieśniny Capalulu wynosi ok. 12 km, natomiast szerokość do 4 km. 